# NGC 1056
NGC 1056 ist eine aktive Spiralgalaxie vom Hubble-Typ Sa mit ausgedehnten Sternentstehungsgebieten im Sternbild Widder auf der Ekliptik. Sie ist schätzungsweise 73 Millionen Lichtjahre von der Milchstraße entfernt und hat einen Durchmesser von etwa 70.000 Lichtjahren. Vom Sonnensystem aus entfernt sich das Objekt mit einer errechneten Radialgeschwindigkeit von näherungsweise 1.500 Kilometern pro Sekunde.
Die Typ-II Supernova SN 2011aq wurde hier beobachtet.
Im selben Himmelsareal befinden sich unter anderem die Galaxien PGC 1837434, PGC 1837941, PGC 1834399, PGC 1839538.
Das Objekt wurde am 26. Oktober 1786 von William Herschel entdeckt.